# 苦瓜寮朝天宮

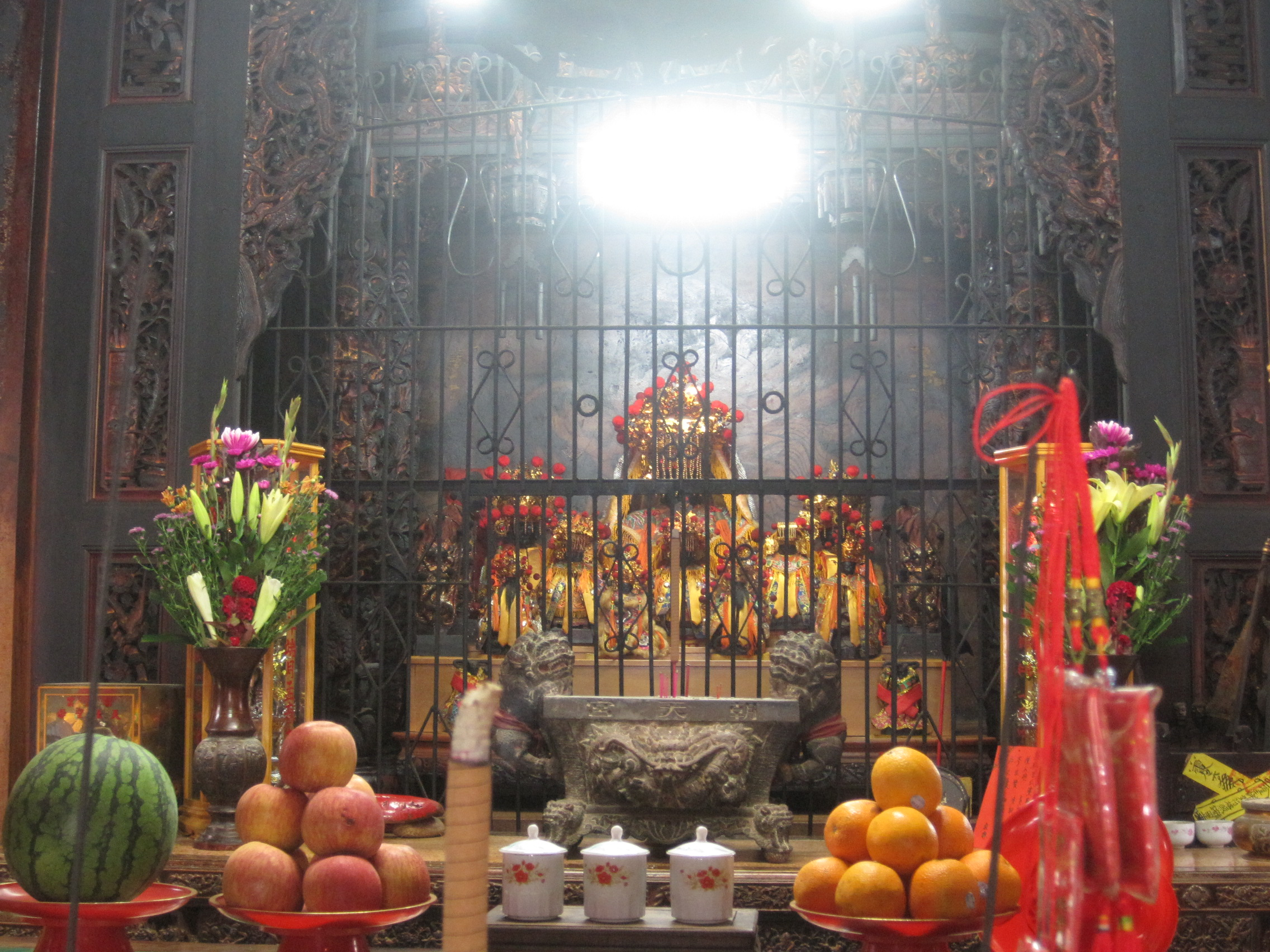
苦瓜寮朝天宮正殿神像

苦瓜寮朝天宮位於臺灣臺南市山上區，是主祀天上聖母的廟宇。該廟原有前往北港朝天宮「割火」之習俗，請水地則為當年媽祖決議而定

## 沿革
苦瓜寮的名稱由來，據說是過去先民後來許姓家族捐地給朝天宮建廟，為感謝與紀念，且當時先民搭有苦瓜棚種植苦瓜，而名「苦瓜寮」（許的台語發音和苦的音相似）。最初當地先民搭建草寮供奉土地公，之後在乾隆初年加入神明會供奉天上聖母。清嘉慶三年（1798年）建立「聖母廟」，並從祀玄天上帝。之後於同治元年（1862年）整修，並自赤山龍湖巖迎來觀音佛祖與天上聖母（三媽）。光緒十九年（1893年）再修。
日治時期，該廟在大正十年（1921年）重建，並將廟名改為朝天宮。此外日治時期，公厝管理人許頭因緣際會前往北港朝天宮分香（二媽），並提供土地為廟產。而由於此一緣故，苦瓜寮朝天宮開始有每逢祭典前往北港朝天宮進香割火，並在東勢寮曾文溪橋接駕、請水返境繞庄的習俗。但此習俗何時中斷則不得而知。
二次大戰後，該廟因為民國53年（1964年）的白河大地震而重創，後來在民國56、57年（1967、1968年）重建。民國92年（1993年），該廟因為媽祖指示，前往曾文溪國姓橋（臺17線）請水，因為受到顯宮（媽祖宮庄）盛情接待，後來（1997年）將請水地點改為鹿耳門溪口，定制4年1科。另外此事也有受到山上天后宮影響，山上天后宮跟這兩間廟都有交陪關係，居中協助兩廟結緣。

## 進香請水
苦瓜寮朝天宮的進香請水活動為四年一度，並常以媽祖誕辰前一禮拜週末舉行，第一天進香由朝天宮大轎、宋江陣及茄拔天后宮金獅陣一齊前往，行經卓猴太子宮、赤山龍湖巖，鹿耳門天后宮，北港朝天宮，第二天請水則會有友宮神轎與陣頭參與。於晚間報壇集合後，淨油出發當年之請水地。之後在返回苦瓜寮的路上，會沿途經過善化區土虱堀聖興宮、東勢寮慶濟宮、三塊寮保安宮、茄拔天后宮，山上區山上天后宮、南洲開靈宮等廟參香拜旗，最後在苦瓜寮遶境後入廟安座。